# Cantón de Lure-Sur
El cantón de Lure-Sur era una división administrativa francesa, que estaba situada en el departamento de Alto Saona y la región de Franco Condado.

## Composición
El cantón estaba formado por dieciséis comunas:
- Andornay
- Arpenans
- Frotey-lès-Lure
- Les Aynans
- Le Val-de-Gouhenans
- Lure (fracción)
- Lyoffans
- Magny-Danigon
- Magny-Jobert
- Magny-Vernois
- Moffans-et-Vacheresse
- Mollans
- Palante
- Roye
- Vouhenans
- Vy-lès-Lure

## Supresión del cantón de Lure-Sur
En aplicación del Decreto n.º 2014-164 de 17 de febrero de 2014, el cantón de Lure-Sur fue suprimido el 22 de marzo de 2015 y sus 16 comunas pasaron a formar parte del nuevo cantón de Lure-2.